# Густав Вильгельм Мекленбург-Шверинский
Мекленбург-Шверинский Густав-Вильгельм (нем. Gustav Wilhelm von Mecklemburg-Schwerin; 1781—1851) — принц Мекленбург-Шверинский, военачальник. Участник Наполеоновских войн.

## Биография
Родился 31 января 1781 года в Людвигслюсте. Отец — Фридрих Франц I Мекленбургский.
Умер 10 января 1851 года в Людвигслюсте.

## Награды
- Награждён орденом Св. Георгия 4-й степени (№ 2932; 3 августа 1814)

За отличия в сражениях с французами